# Richard Manuel
Richard Manuel (Stratford, Canadá; 3 de abril de 1943 - Winter Park, Florida, Estados Unidos; 4 de marzo de 1986) fue un músico, cantante y compositor canadiense conocido por sus contribuciones y como miembro de The Band.

## Biografía

### Primeros años
Richard Manuel nació en Stratford, Ontario, Canadá. Su padre Ed era mecánico y su madre era maestra de escuela. Creció cantando en el coro de la iglesia junto a sus tres hermanos, y tomó lecciones de piano a la edad de nueve años. Creció en un entorno de música tocando el piano y ensayando con sus amigos en su hogar. Entre sus primeras influencias destacaron Ray Charles, Bobby Bland, Jimmy Reed y Otis Rush. Crearía una banda junto a tres amigos con quince años de edad, inicialmente llamada The Rebels pero rebautizada como The Revols en deferencia de Duane Eddy and the Rebels. Desarrolló un estilo rítmico al piano con el uso de estructuras de acordes invertidos y fue un vocalista con un estilo arraigado en el rhythm and blues, demostrando ambos talentos en su primera banda.
Su primer contacto con The Hawks tuvo lugar cuando The Revols realizaron el acto de apertura de su concierto en Port Dover, Ontario, Canadá. Según Levon Helm, Ronnie Hawkins le comentó acerca de Manuel: "¿Has visto a ese tocando el piano". Tiene más talento que Van Cliburn." Ambas bandas volverían a coincidir en el coliseo de Stratford en 1961 cuando The Revols concluyeron un espectáculo con The Hawks como cabeza de cartel. Tras escuchar a Manuel cantando "Georgia on My Mind", Ronnie Hawkins contrató a Manuel.

### De The Hawks a The Band
Manuel tenía dieciocho años cuando se unió al grupo de respaldo de Ronnie Hawkins, The Hawks. Hasta la fecha, el grupo estaba formado por Levon Helm en la batería, Robbie Robertson en la guitarra y Rick Danko en el bajo. Garth Hudson se uniría con 24 años en Navidad. Tras dos años, Manuel abandonó The Hawks para formar junto a Helm, Robertson, Danko, Hudson y el saxofonista Jerry Penfound otro grupo. El cantante Bruce Bruno se uniría de forma ocasional a la nueva formación.  
Fueron inicialmente conocidos como The Levon Helm Sextet, cambiando el nombre en adelante por The Canadian Squires y nuevamente por Levon and The Hawks. Aún sirviendo Helm como líder nominal debido a su longevidad con The Hawks, fue Manuel quien interpretaba la mayor parte del repertorio del grupo, con una voz más lograda desde el punto de vista técnico. Tras la marcha de Penfound y Bruno, el grupo conocería a Sonny Boy Williamson, con quien planearían una colaboración que no tendría lugar debido a la temprana muerte de Williamson. En 1965, Helm y Robertson respaldaron al cantante John P. Hammond en el álbum So Many Roads. Hammond recomendaría The Hawks a Bob Dylan, que aprovecharía al grupo para dar un giro radical en su sonido. En 1966, realizarían una gira por Europa y Estados Unidos, conocida por la ira que producía en algunos aficionados tradicionalistas el nuevo sonido roquero de Dylan. Con el objetivo en mente de crear su propia música y grabar discos, Dylan introduciría a The Hawks en la industria musical al presentarles a su mánager, Albert Grossman, y al comenzar a componer las primeras canciones del grupo.

### Con The Band
En 1967, mientras Dylan se recuperaba de un accidente de moto, el grupo se trasladó a Woodstock, Nueva York, donde alquilarían una casa rosa construida en una parcela de 100 acres. La ausencia de nuevas giras permitió a los componentes del grupo experimentar un nuevo sonido obtenido como fusión del country, rhythm and blues, góspel y rockabilly.  Durante este periodo, en el cual Helm tomó un paréntesis vacacional tras la gira de Dylan, Manuel comenzó a tocar la batería con una técnica irreverente, por debajo del ritmo habitual en la música jazz. Durante las grabaciones de The Band en las que Helm tocaba la mandolina o la guitarra, Manuel supliría a Levon en la batería.
Los primeros meses en Woodstock permitirían a Manuel y a Robertson emprender nuevas composiciones. Tras grabar numerosos demos y firmar con el mánager de Dylan, Albert Grossman, firmaron un contrato con Capitol Records en 1968 que estipulaba la entrega de diez álbumes al sello discográfico. Firmaron como "The Crackers", si bien otra elección como nombre del grupo era "The Honkies".
Helm se uniría de nuevo al trabajo al tiempo que se desarrollaban las primeras sesiones para la grabación del álbum debut Music from Big Pink. El grupo procedió a emplear lo aprendido con Dylan, usando una de sus canciones durante las sesiones. Manuel contribuiría al álbum con cuatro canciones, incluyendo "Tears Of Rage", coescrita con Dylan. El álbum fue publicado usando como nombre del grupo The Band, manteniendo la elección durante el resto de sus carreras musicales. Poco después de la publicación del álbum, la nueva seguridad financiera de Manuel le permitiría contraer matrimonio con una joven modelo de Toronto llamada Jane Kristiansen, con quien tendría dos hijos.
A través de la carrera con The Band, Manuel sufriría problemas con el alcohol, llegando a ser considerado por algunos un abusador crónico de sustancias. Con el gradual resurgimiento del grupo en la escena del rock americano a finales de los 60, un inseguro Manuel experimentaría también con drogas como la heroína y la cocaína, al igual que un buen número de músicos de la época.
Si bien la adicción al alcohol y a las drogas no afectó a su rendimiento en el escenario, tampoco sirvió como beneficio en su creatividad. The Band, publicado en 1969, incluyó tres temas compuestos por Manuel y coescritos con Robertson. En 1970 serviría a Stage Fright con dos canciones nuevamente coescritas con Robertson. Poco después, Manuel abandonaría paulatinamente la composición debido a dificultades personales. La creatividad del grupo pasaría a convertirse en monopolio de Robertson.
En 1970, Manuel actuó en Eliza's Horoscope, una película canadiense escrita y dirigida por Gordon Shepard.  
A mediados de 1973, el grupo seguiría una vez más el ejemplo de Dylan, que durante la época había trasladado su residencia a Malibú. Comenzarían a trabajar en un álbum de versiones de rock, titulado Moondog Matinee en honor al programa de radio de Alan Freed. Si bien se mostraron reacios a realizar conciertos, el álbum logró producir unas de las mejores interpretaciones de Manuel, incluyendo la versión del tema de Bobby Blue Bland "Share Your Love With Me". Otro éxito destacable del álbum sería su versión irónica del tema de Leiber y Stoller "Saved". Levon Helm diría de Manuel durante este periodo: "Estaba bebiendo mucho, pero una vez que empezaba: batería, piano, lo tocaba todo, cantaba... Richard sabía de qué estaba compuesta una canción. Estructura, melodía; lo entendía todo."

### Con Bob Dylan
En verano de 1973, The Band tocarían junto a Bob Dylan para un público receptivo en el Watkins Glen Festival y en un programa doble con Grateful Dead en el Roosevelt Stadium de Jersey City. Asimismo, servirían de banda de apoyo en el álbum de estudio de Dylan Planet Waves y fueron solicitados para servir a Dylan en su primera gira en ocho años. 
Los conciertos de la gira Bob Dylan and The Band 1974 Tour, emprendida entre el 3 de enero y el 14 de febrero de 1974, fueron un maratón musical conformado por dos sets de Dylan con The Band como grupo de apoyo, dos sets de The Band, y un set acústico de Dylan en solitario. El futuro álbum en directo de la gira, Before the Flood, serviría como material histórico de la última reunión de Dylan y The Band.

### The Last Waltz
The Band continuaría realizando giras a lo largo de 1974, en apoyo de Joni Mitchell y The Beach Boys. A partir de 1975, Robertson expresaría su descontento con las giras, actuando en un contexto cada vez más protector, al tiempo que se trasladaba a Malibú. Durante el mismo período, y tras una breve reconciliación, Manuel se divorciaría de Jane.
The Band llevaría a cabo su último concierto en el Winterland Arena de San Francisco el Día de Acción de Gracias de 1976 junto a una larga lista de invitados. El concierto sería filmado por Martin Scorsese para la publicación posterior del documental The Last Waltz. Tras la disolución del grupo, Manuel se trasladaría al rancho que Garth Hudson poseía en Malibú. Llevó a cabo un programa de rehabilitación y volvió a contraer matrimonio. Junto a Hudson y Robertson, contribuyó a la banda sonora de Raging Bull y tocó en eventos en pequeños clubes de Los Ángeles como líder de The Pencils, con Terry Danko a la guitarra. En 1980, Rick Danko y Manuel realizarían nuevos conciertos como dúo.
The Band sería reformada en 1983 con The Cate Brothers y Jim Weider, aumentando los cuatro primeros miembros del grupo: Manuel, Helm, Hudson y Danko. Libre de adicciones, Manuel estaba en su mejor momento desde la publicación de Big Pink. Después de haber recuperado el rango vocal de su primera era, Manuel pudo interpretar temas como "The Shape I'm In", "Chest Fever" y "I Shall Be Released". Aun así, la muerte del mánager de The Band, Albert Grossman, figura paterna y confidente de Manuel, trastocaría la recién recuperada habilidad de Richard. Deprimido por la muerte de Grossman, la disminución del número de actividades y su percepción personal de que The Band se había convertido en una jukebox, Manuel retomaría su adicción al alcohol y a la cocaína.
El 4 de marzo de 1986, tras un concierto en el Cheek to Cheek Lounge de Orlando, Florida, Manuel parecía estar relativamente con buen ánimo, llegando a agradecer a Hudson sus "veinticinco años de música increíble". El grupo volvería al hotel Quality Inn, en donde Manuel hablaría con Helm de diversos temas en la habitación de este. Según Levon, a las 2:30 de la madrugada Manuel dijo que necesitaba algo de su habitación. Tras volver a su habitación y terminar una botella de Grand Marnier, acabaría por ahorcarse. La mujer de Manuel, Arlie, descubriría su cuerpo a la mañana siguiente junto a la botella vacía y una pequeña cantidad de cocaína. El cuerpo de Richard Manuel sería incinerado una semana después en su ciudad natal de Stratford, Ontario.

## Reconocimiento póstumo
En 2003, la compañía japonesa Dreamsville Records publicaría una selección de canciones interpretadas por Manuel en un concierto en Saugerties, Nueva York, en octubre de 1985, bajo el título Whispering Pines: Live at the Getaway. 
Eric Clapton grabaría el tributo a Richard Manuel "Holy Mother" en su álbum de 1986 August.
El grupo The Call, que colaboraría con Garth Hudson y Robbie Robertson, dedicarían el vídeo del sencillo de 1986 "Everywhere I Go" a Richard Manuel. La dedicatoria aparece al final del vídeo.
El álbum epónimo de Robbie Robertson, publicado en 1987, abre con el tema "Fallen Angel", dedicado a su compañero de grupo.
En 2003, Counting Crows publicó el álbum Hard Candy, que contenía la canción "If I Could Give All My Love -or- Richard Manuel Is Dead", inspirada en el músico.
En 2004, The Drive-By Truckers editaron el álbum The Dirty South, que contiene el tema "Danko/Manuel".